# Mesilla
Mesilla är ett släkte av spindlar. Mesilla ingår i familjen spökspindlar.
Kladogram enligt Catalogue of Life:
| Mesilla | \| \| Mesilla anyphaenoides \| \| \| \| \| \| Mesilla vittiventris \| \| \| \| |
|         | \| \| Mesilla anyphaenoides \| \| \| \| \| \| Mesilla vittiventris \| \| \| \| |
|         | Mesilla anyphaenoides                                                          |
|         |                                                                                |
|         | Mesilla vittiventris                                                           |
|         |                                                                                |